# 에이번강 (햄프셔주)

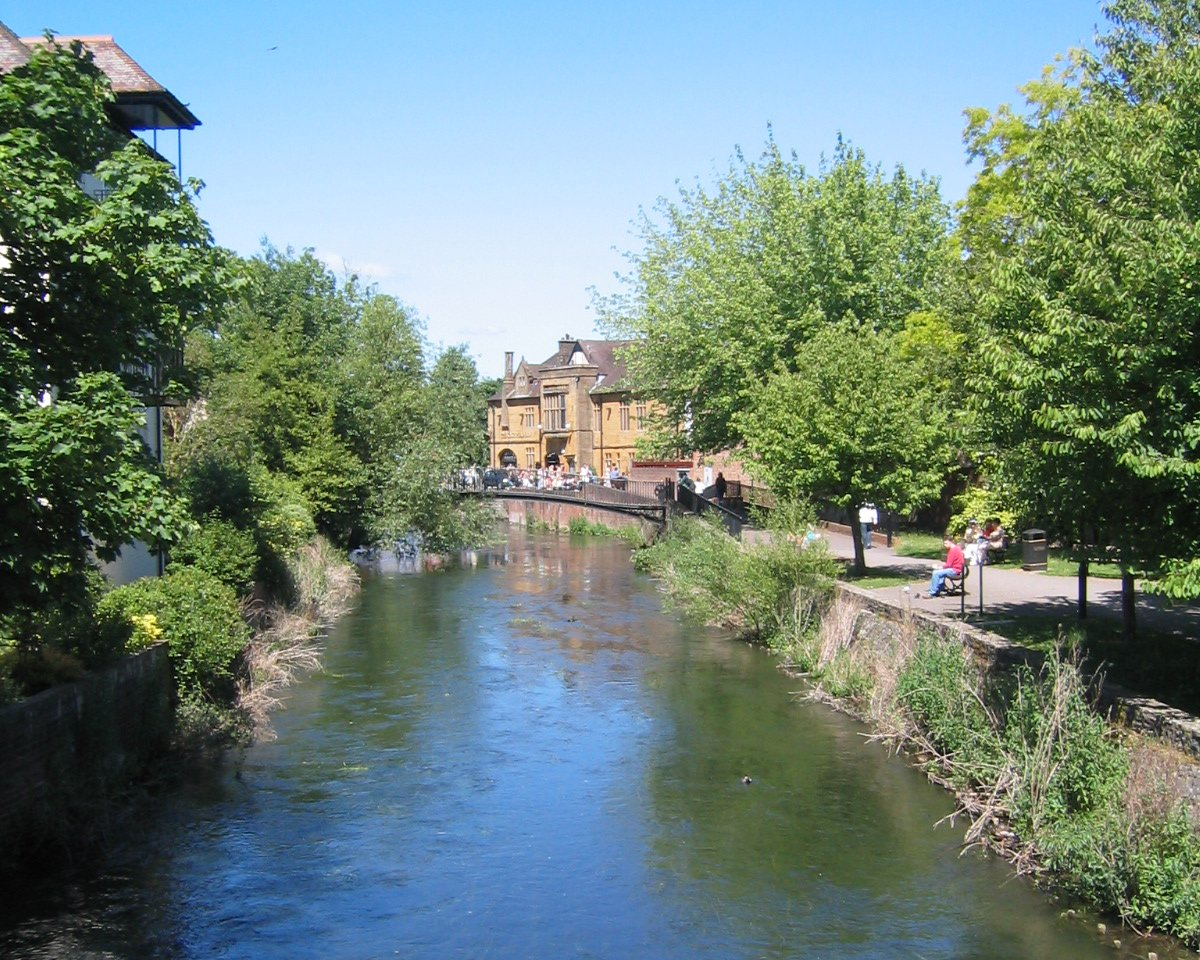
강의 모습

에이번강(River Avon)은 영국의 햄프셔 지방에 있는 강으로서 잉글랜드의 남쪽지역에 위치하고 있다. 강의 발원지는 윌크셔 지방인 것으로 알려져 있으며 동쪽으로 디바이지스 지방을 거쳐 남쪽으로 향한다. 남쪽 지방을 지나치며 마지막에 영국 해협으로 흘러들어간다.
에이번이라는 강의 이름은 켈트어의 어파인 브리손 말에서 유래한 것으로 보이며 그들의 언어에서 에이번이란 말은 강을 뜻한다. 따라서 이 의미를 안다면 강의 이름은 "강강"(River River)이 되는 것이다.
부분적으로는 도싯과 햄프셔의 경계를 짓는 분수계의 역할을 하며 영국에서의 지방자치운동 이전에 전체 부분은 도싯 주로서 햄프셔가 이에 속해 있어 당시 사람들은 햄프셔 에이번(Hampshire Avon)이라고 불렀다고도 한다.